# 月亮湾街道
月亮湾街道是中华人民共和国河南省驻马店市新蔡县下辖的一个街道办事处。

## 行政区划
月亮湾街道下辖以下村级行政区划单位：
高庄村、七里朱村、闫湖村、十里赵村、朱药铺村、马油坊村、城郊村和刘庄村。